# Zygoballus iridescens
Zygoballus iridescens là một loài nhện trong họ Salticidae.
Loài này thuộc chi Zygoballus. Zygoballus iridescens được Richard C. Banks miêu tả năm 1895.

## Hình ảnh

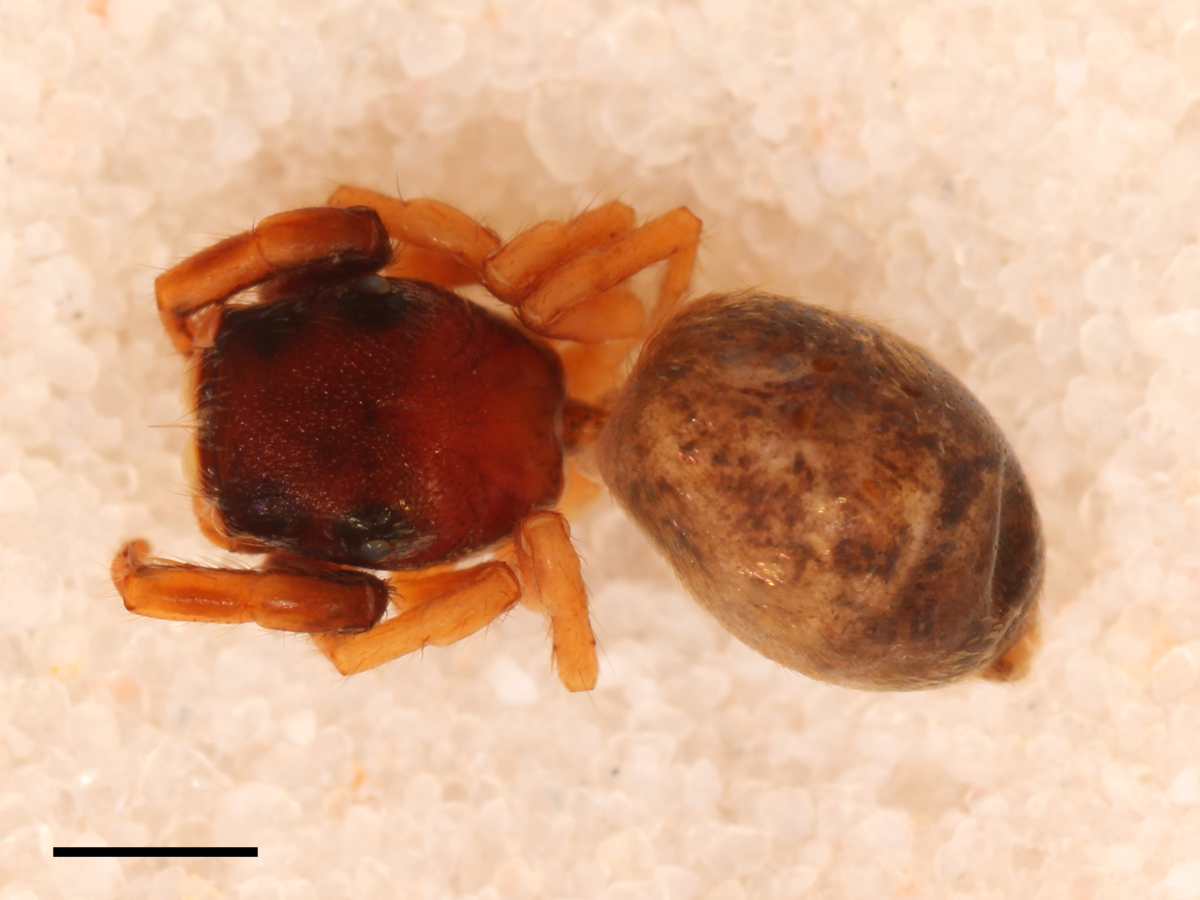
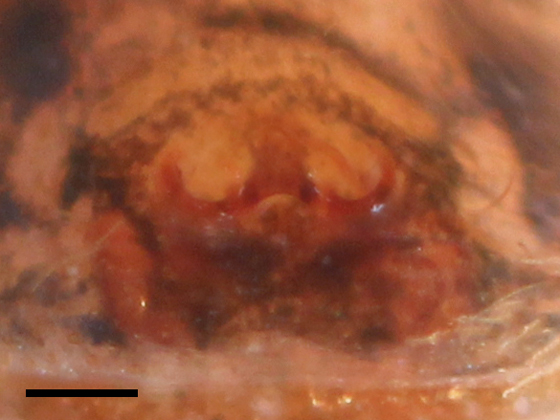
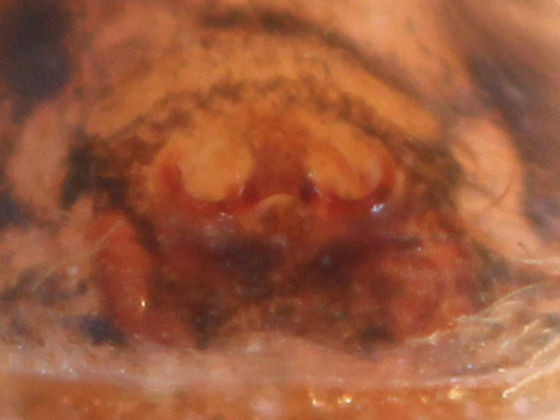